# Surányi-Unger Tivadar

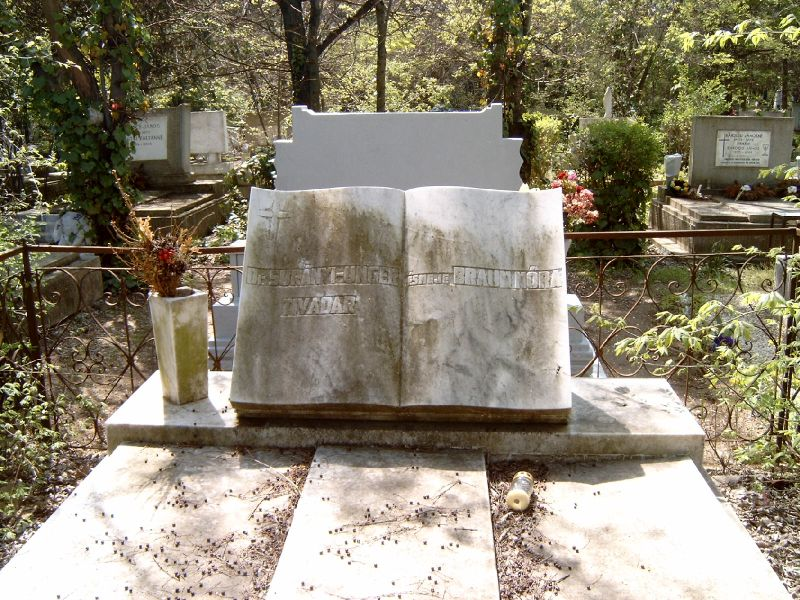
Surányi Unger Tivadar sírja Budapesten. Új köztemető: 48/4-1-23/24

Surányi-Unger Tivadar (Theodor) (Budapest, 1898. február 4. – New York, 1973. november 1.) jogász, közgazdász, egyetemi tanár, a Magyar Tudományos Akadémia levelező tagja (1935).
Kutatási területe: Elméleti közgazdaságtan, konjunktúra-elmélet, gazdaságpolitika, gazdaságtörténet, gazdaságfilozófia.

## Életpályája
Budapesten született Unger János hivatalnok és Neugebauer Emma Mária gyermekeként. Egyetemi tanulmányait a budapesti, a grazi és a bécsi egyetemeken végezte 1915–1919 között. 1920-ban filozófiai, 1921-ben közgazdasági doktori vizsgát tett. A budapesti Pázmány Péter Tudományegyetemen, a József Nádor Műegyetem Közgazdasági Karán, majd a Miskolci Jogakadémián tanított. 1925-ben habilitálták magántanárrá. 1929. január 24-én kinevezték nyilvános rendkívüli tanárnak, 1933. június 29-én nyilvános rendes tanári kinevezést kapott. 1935-ben beválasztották az MTA levelező tagjainak sorába.
1926-ban a Miskolci Jogakadémiáról átment Szegedre, s megkapta a Jogtudományi Karon a Statisztikai Tanszék vezetését. 1929-ben Kováts Ferenc (1873-1956) a Közgazdaságtani és Pénzügyi Tanszék éléről a József Nádor Műegyetemre távozott, s az ő tanszékének a vezetését is Surányi-Unger Tivadar vette át, így 1929-től 1940. október 19-ig a szegedi Ferenc József Tudományegyetem Jog- és Államtudományi Karán a Statisztikai és Közgazdaságtani Tanszéket vezette, azaz két katedrát töltött be egymaga, a Jogtudományi Kar dékáni tisztségére választották meg 1936/37-ben, ennek megfelelően 1937/38-ban prodékán volt.
Tag, sőt tisztségviselő nemzetközi tudományos testületekben: Preparatory Committee of the World Economic Conference, Genf (1933); Comité International pour les Industries Agricoles, Párizs (1939-40); Association for Comparative Economics, USA, vezetőségi tag. A két világháború közt a Magyar Közgazdasági Társaság választmányi tagja, a Magyar Statisztikai Társaság alelnöke, s a Külügyi Társaság tagja.
1940-ben a szegedi Jogtudományi Kar visszaköltözött Kolozsvárra. A második világháború alatt jogi fakultás nem működött Szegeden. A legtöbb jogász tanár elment oktatni Kolozsvárra, de sokan másutt kerestek állást, Surányi-Unger Tivadar a pécsi Erzsébet Tudományegyetemre ment tanítani. 1945-ban nyugatra emigrált. 1945/46-ban az innsbrucki egyetemen vendégprofesszor volt, majd 1946–1958 között New Yorkban a Syracusai Egyetemen gazdaságtant adott elő. 1958 után visszajött Európába, a Göttingeni Egyetem társadalomtudományi és közgazdasági karán tanszékvezető professzorként tanított közgazdaságtant, 1964/65-ben dékáni tisztet is betöltött, majd különböző egyetemeken (München, Marburg, Tübingen, Bombay, Sanghaj) volt vendégprofesszor. Nyugdíjas éveit New Yorkban töltötte. Budapesten, az Új köztemetőben helyezték örök nyugalomra.

## Munkássága
Legtöbbet forgatott műve volt az 1936-ban kiadott Magyar nemzetgazdaság és pénzügy c. kötete, de nagy visszhangot váltottak ki konjunktúraelméleti és külgazdasági tematikájú tanulmányai is. Külföldön is legnagyobb sikert a 20. századi gazdaságot elemző tanulmányaival aratott. Már a két világháború közt is rendszeresen (1935, 1937, 1939) meghívták előadni Amerikába, Los Angelesbe (University of Southern California).

## Művei
- A gazdasági válságok történetének vázlata 1920-ig. Budapest. 1920. 160 p.
- Philosophie in der Volkswirtschaftslehre. 1-2. Bd. Jena, 1923-1926. VIII, 400; VIII, 547 p.
- Die Entwicklung der theoretischen Volkswirtschaftslehre im ersten Viertel des 20. Jahrhunderts. Jena, 1927. XII, 320 p.
- A gazdaságpolitika tudományos alapkérdései. Budapest, 1927. XI, 280 p.
- Recent developments in American economic policy. Budapest, 1930. 125 p.
- Gazdasági rugalmasság és változékonyság. Bp. 1935
- Magyar nemzetgazdaság és pénzügy. Budapest, 1936. 617 p.[8]
- Áralakulás és pénzérték. Bp. 1944.
- Private enterprise and governmental planning. New York, 1950. XIII, 389 p.
- Comparative economic systems. New York, 1952. X, 628 p.
- Studien zum Wirtschaftswachstum Südosteuropas. Stuttgart, 1964. VII, 216 p.
- Wirtschaftsphilosophie des 20 Jahrhunderts. Stuttgart, 1967. XIII, 312 p.

## Díjak, elismerések
- Ordre de Mérite Agricole érdemrend (Franciaország, 1939)